# Сейнт Джеймсис Парк
Сейнт Джеймсис Парк (на английски: Sports Direct Arena), известен със старото си име „Сейнт Джеймсис Парк“, е футболен стадион в английския град Нюкасъл ъпон Тайн. Това е официалният стадион на ФК Нюкасъл Юнайтед и е шестият най-голям във Великобритания с капацитет между 52 387 и 52 409 места. През ноември 2011 г. собственикът на отбора Майк Ашли продава правата върху името на съоръжението и то вече се казва Спортс Дайрект Арена.
Нюкасъл Юнайтед играят домакинските си мачове на Сейнт Джеймсис Парк от 1892 г. насам. През целия период на съществуването на съоръжението общината има намерение да премести клуба на друг стадион заради прекалено малък капацитет. Нежеланието на многобройните фенове на Нюкасъл да сменят любимия си стадион обаче води до неколкократното разширяване на вместимостта на стадиона.
Освен за мачовете на „свраките“, Сейнт Джеймсис Парк е използван и за международни срещи. Той прие и мачове от олимпийските игри през 2012 г..